# 梅里埃斯布瓦
梅里埃斯布瓦（法語：Méry-ès-Bois，法語發音：[meʁi ɛs bwa]）是法国谢尔省的一个市镇，属于维耶尔宗区。

## 地理
梅里埃斯布瓦（47°18'51"N, 2°21'47"E）面积91.59 平方千米，位于法国中央-卢瓦尔河谷大区谢尔省，该省份为法国中部省份，北起卢瓦雷省，西接卢瓦-谢尔省和安德尔省，南至克勒兹省，东南接阿列省，东临涅夫勒省。
与梅里埃斯布瓦接壤的市镇（或旧市镇、城区）包括：阿谢尔、阿洛尼、拉沙佩勒当日隆、伊瓦勒普雷、巴朗容河畔讷维、普雷利、圣马丹多克西尼、圣帕莱。
梅里埃斯布瓦的时区为UTC+01:00、UTC+02:00（夏令时）。

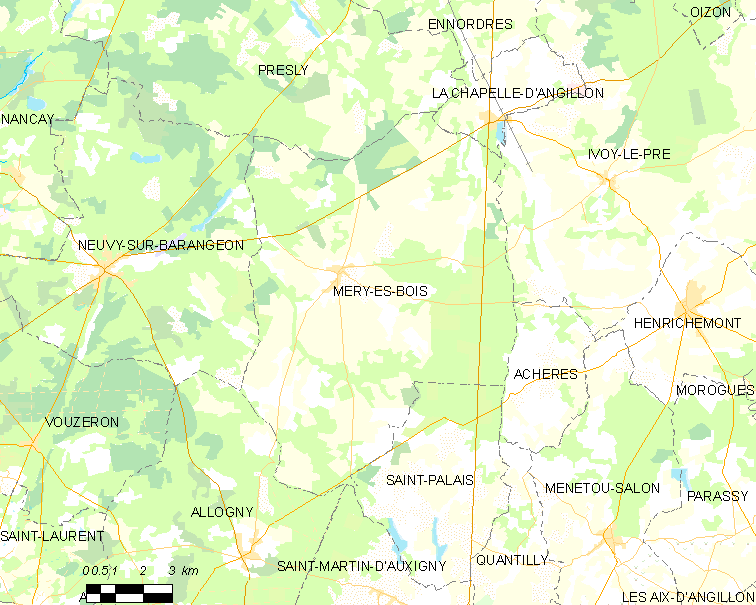
梅里埃斯布瓦的OSM定位图

## 行政
梅里埃斯布瓦的邮政编码为18380，INSEE市镇编码为18149。

## 政治
梅里埃斯布瓦所属的省级选区为内尔河畔欧比尼县。

## 人口

1962-2008年间梅里埃斯布瓦人口变化图示

梅里埃斯布瓦于2022年1月1日时的人口数量为538人。